# 伴生薹草
伴生薹草（学名：Carex sociata），又名中国宿柱薹，是莎草科薹草属的植物。分布在日本、台湾岛等地，一般生于山坡林下及草地。